# Jeux des petits États d'Europe 2017
Navigation
Islande 2015 Monténégro 2019
Les Jeux des petits États d'Europe 2017, également connus comme les XVIIe Jeux des petits États d'Europe ont eu lieu à Saint-Marin du 29 mai au 3 juin 2017.

## Sports
Onze sports sont au programme de ces Jeux.
- Athlétisme (36) (détails)
- Basket-ball (2) (détails)
- Jeu de boules (2) (détails)
- Cyclisme (2) (détails)
- Judo (12) (détails)
- Tir (5) (détails)
- Tir à l'arc (36) (détails)
- Natation (32) (détails)
- Tennis de table (6) (détails)
- Tennis (5) (détails)
- Volley-ball (4) (détails)
  -  Beach-volley (2)

## Tableau des médailles
| Rang | Nation        | Or  | Argent | Bronze | Total |
| ---- | ------------- | --- | ------ | ------ | ----- |
| 1    | Luxembourg    | 38  | 36     | 24     | 98    |
| 2    | Chypre        | 30  | 35     | 19     | 84    |
| 3    | Islande       | 27  | 14     | 19     | 60    |
| 4    | Monténégro    | 13  | 6      | 12     | 31    |
| 5    | Monaco        | 8   | 10     | 16     | 34    |
| 6    | Saint-Marin   | 6   | 10     | 14     | 30    |
| 7    | Malte         | 4   | 9      | 16     | 29    |
| 8    | Liechtenstein | 4   | 5      | 9      | 18    |
| 9    | Andorre       | 1   | 6      | 10     | 17    |
|      | Total         | 131 | 131    | 139    | 401   |